# Smerinthus szechuanus
Smerinthus szechuanus là một loài bướm đêm thuộc họ Sphingidae. Nó được miêu tả bởi Clark năm 1938. Nó được tìm thấy ở Hồ Bắc, Tứ Xuyên, Vân Nam và Hồ Nam in Trung Quốc.